# 1928年上海駐屯イギリス軍ウェールズ連隊ラグビー部の日本遠征
1928年上海駐屯イギリス軍ウェールズ連隊ラグビー部の日本遠征では、1928年1月から2月にかけて上海駐屯イギリス軍ウェールズ連隊ラグビー部が日本に遠征し4試合が組まれた。

## 試合日程・結果
| 日時          | 会場                 | ホーム       | スコア | アウェイ                         |
| ------------- | -------------------- | ------------ | ------ | -------------------------------- |
| 1928年1月29日 | 神宮競技場（東京都） | 全関東       | 13-13  | 上海駐屯イギリス軍ウェールズ連隊 |
| 1928年2月2日  | 神宮競技場（東京都） | 明治大学     | 0-29   | 上海駐屯イギリス軍ウェールズ連隊 |
| 1928年2月5日  | 神宮競技場（東京都） | 早稲田大学   | 0-8    | 上海駐屯イギリス軍ウェールズ連隊 |
| 1928年2月7日  | 神宮競技場（東京都） | 慶應義塾大学 | 0-22   | 上海駐屯イギリス軍ウェールズ連隊 |